# (9423) Abt
Abt, también conocido como (9423) Abt es un asteroide de unos 12,69 km de diámetro situado en el Cinturón de asteroides. Fue descubierto el 12 de enero de 1996 por el programa de detección de asteroides de la Spacewatch desde el Observatorio Nacional de Kitt Peak en Arizona (Estados Unidos). Fue nombrado por el astrónomo americano Helmut A. Abt.

## Características físicas
El asteroide rocoso de tipo S está situado en el Cinturón de asteroides y orbita el Sol a una distancia entre 2,4 y 3,0 UA una vez cada 4 años y 5 meses (1 615 días). Su órbita tiene una excentricidad de 0,10 y una inclinación de casi 9° con respecto a la eclíptica. El primer precoverys fue tomado en el Observatorio Astrofísico de Crimea en 1974, extendiendo el arco de la observación del asteroide por 22 años antes de su descubrimiento.
Se obtuvo una curva de luz rotacional a partir de observaciones fotométricas en el Observatorio de Hunters Hill, Australia, en 2006. La curva de luz le dio un período de rotación de 3,281 ± 0,005 horas con una variación de brillo de 0,30 en magnitud (Factor de calidad U=3)). Una segunda curva de análisis en el Palomar Transient Factory en 2012, obtuvo una curva con un periodo de 3,2766 ± 0,003 horas con una variación de brillo de 0,33 en magnitud (Factor de calidad U=2)).
Según las exploraciones llevadas a cabo por el satélite japonés Akari y la misión NEOWISE del Explorador de Infrarrojo de Infrarrojos de la NASA, la superficie del asteroide tiene un albedo de 0,14 y 0,13, respectivamente. El Collaborative Asteroid Lightcurve Link (CALL) asume un albedo de 0,10, que es atípicamente bajo para los cuerpos rocosos. Tanto las exploraciones espaciales como CALL están de acuerdo en una estimación de diámetro en el rango de 12,69 a 13,29 kilómetros.

## Origen del nombre
El asteroide fue nombrado en honor del astrónomo americano Helmut A. Abt (b. 1925), uno de los fundadores del observatorio Nacional de Kitt Peak. Sus investigaciones incluyen las propiedades estelares y los sistemas estelares. Como editor sénior de The Astrophysical Journal fue el responsable de convertirlo al formato digital.  La cita de denominación se publicó el 11 de noviembre de 2000 (M.P.C. 41568).